# Parco naturale dell'Alta val Borbera
Il Parco naturale dell'Alta val Borbera è un parco regionale italiano del Piemonte. Si estende per 5.526 ettari, a un'altitudine compresa tra i 545 m s.l.m. (torrente Agnellasca, affluente del Borbera) e 1669 m (monte Legnà).

## Comuni
Comprende il comune di Carrega Ligure in provincia di Alessandria.

## Monti
Tra le principali montagne del parco si possono ricordare il monte Legnà (1.669 m, il più alto dell'area protetta) e il monte Carmo (1.640 m) ai confini orientali del parco, il monte Antola (1.597 m), il monte delle Tre Croci (1.556 m) e il monte Buio (1.402 m) ai confini con il Parco naturale regionale dell'Antola. All'interno del parco si trova il monte Propiano (1.413 m).

## Idrografia
I torrenti che percorrono il parco sono il torrente Agnellasca che nasce da due rii tra il monte Buio e il monte Antola e il torrente Carreghino che nasce presso il monte Carmo che formano il torrente Borbera.